# Denis Špička
Denis Špička (nascido em 29 de agosto de 1988) é um ciclista tcheco. Representou a República Tcheca nas Olimpíadas de 2008 e 2012.